# Tadeusz Srogi
Tadeusz Srogi (ur. 10 stycznia 1919 w Sanoku, zm. 14 listopada 2009) – polski więzień obozów niemieckich podczas II wojny światowej, pracownik Pafawagu

## Życiorys
Urodził się 10 stycznia 1919 w Sanoku. Był synem Kazimiera i Marii. W styczniu 1939 zdał egzamin dojrzałości w Państwowym Gimnazjum im. Królowej Zofii w Sanoku (w jego klasie byli m.in. Juliusz Bakoń, Zbigniew Szuber). Podjął studia.
Po wybuchu II wojny światowej 1939 i nastaniu okupacji niemieckiej ziem polskich wskutek denuncjacji Ukraińców został aresztowany przez Niemców i 6 maja 1940 osadzony w więzieniu sanockim, gdzie był przetrzymywany do 13 czerwca 1940, następnie w Tarnowie, skąd – wraz z grupą ponad 758 młodych Polaków – 14 czerwca 1940 został przewieziony do obozu KL Auschwitz – był to pierwszy masowy transport do Auschwitz. W obozie otrzymał numer obozowy 178. Od 13 do 17 lutego 1943 był karnie skierowany do bunkra w Bloku 11, później do maja 1943 był przydzielony do komanda karnego (Strafkommando). W czasie uwięzienia utrzymał kontakt ze swoją sympatią pochodzenia żydowskiego, Reginą, osadzoną w części obozu przeznaczonej dla kobiet. Pracując w magazynie SS kompletował przez dwa miesiące mundur Rottenführera-SS i dostarczył go wraz z drukiem przepustki innemu więźniowi Jerzemu Bieleckiemu, który dokonał ucieczki z Auschwitz 21 lipca 1944. W październiku 1944 trafił do Bloku 11 w związku z usiłowaniem ucieczki. W 1944 został przeniesiony do obozu KL Flossenbürg, gdzie otrzymał numer obozowy 37740. W tym miejscu odzyskał wolność u kresu wojny 9 maja 1945.
Po wojnie ukończył studia ekonomiczne w Wyższej Szkole Ekonomicznej w Krakowie. Był zatrudniony w fabryce Pafawag we Wrocławiu do czasu przejścia na emeryturę. Był członkiem komisji rewizyjnej Okręgu Dolnośląskiego Polskiego Związku Byłych Więźniów Politycznych Hitlerowskich Więzień i Obozów Koncentracyjnych.
Zmarł 14 listopada 2009 we Wrocławiu i został pochowany na Cmentarzu Grabiszyńskim we Wrocławiu.

## Ordery i odznaczenia
- Krzyż Kawalerski Orderu Odrodzenia Polski
- Krzyż Oświęcimski
- Złoty Krzyż Zasługi